# Sunsari (huyện)
Sunsari (tiếng Nepal:सुनसरी) là một huyện thuộc khu Kosi, vùng Đông Nepal, Nepal. Huyện này có diện tích 1257 km², dân số thời điểm năm 2001 là 625633 người.

## Dân số
Biến động dân số giai đoạn 1952-2001:
| Năm    | 1971   | 1981   | 1991   | 2001   |
| ------ | ------ | ------ | ------ | ------ |
| Dân số | 223434 | 344594 | 463481 | 625633 |